# Näckrosen (Stockholms tunnelbana)
Näckrosen ist eine unterirdische Station der Stockholmer U-Bahn. Ihr südlicher Eingang befindet sich im Stadtteil Råsunda in der Gemeinde Solna, ihr nördlicher Eingang jedoch im Stadtteil Storskogen in der Gemeinde Sundbyberg. Die Station wird von der Blå linjen des Stockholmer U-Bahn-Systems bedient. Sie gehört zu den eher mäßig frequentierten Stationen des U-Bahn-Netzes. An einem normalen Werktag steigen 4.500 Pendler hier zu.
Die Station wurde am 31. August 1975 in Betrieb genommen, als der erste Abschnitt der Blå linjen zwischen T-Centralen – Hjulsta eröffnet wurde. Die Bahnsteige befinden sich ca. 21 Meter unter der Erde. Die Station liegt zwischen den Stationen Solna centrum und Hallonbergen. Bis zum Stockholmer Hauptbahnhof sind es etwa 6,5 km.